# Arturo Merino Benítez International Airport
Arturo Merino Benítez internationale lufthavn (spansk: Aeropuerto Internacional Arturo Merino Benítez), også kendt som Santiago internationale lufthavn og Pudahuel lufthavn, er en international lufthavn i Pudahuel, 15 kilometer nordvest for Santiago i Chile. Det er landets største og travleste internationale lufthavn. Målt i antal flyvninger var den Latinamerikas syvende mest travle i 2011, med 124.799 afgange og ankomster.
Lufthavnen har ruter til indenrigs- og udenrigsdestinationer. Dens beliggenhed i Chiles mest befolkede område såvel som i den centrale del af landet gør den ideel som hubs og vedligeholdsområde for de fleste lokale selskaber som LATAM og Sky Airline. LATAM Airlines står for omkring 82 % af flyvepladsens kommercielle virksomhed.
Flyvepladsen ejes af chilenske myndigheder og er blevet drevet siden oktober 2015 af Nuevo Pudahuel, et konsortium af selskaber som også driver Aéroports de Paris (Frankrig), Vinci (Frankrig) og Astaldi (Italien). Flytrafikkontrollen drives af Chiles generaldirektorat for civil luftfart.
Dens ICAO-kategori er 4E. Flyvepladsen virker som et fælles civilt-militært foretagende. Her ligger også hovedkvarteret for Chiles luftvåbens 2. luftbrigade, og dets 10. flyvergruppe har sin base her.
Santiago International er den længste non-stop-destination for de fleste europæiske selskaber herunder Iberia, Air France, Alitalia og British Airways fra deres respektive hubs i Madrid-Barajas Lufthavn, Aéroport Paris-Charles de Gaulle, Rom-Leonardo da Vinci-Fiumicino Lufthavn og London Heathrow Lufthavn.
Lufthavnen er også Sydamerikas vigtigste portal til Oceanien med ruter til Sydney, Auckland, Påskeøerne, Papeete og Melbourne. Det direkte fly fra Sydney til Santiago, som drives af Qantas med Boeing 747-400ER, omfatter verdens længste oversøiske distance fløjet af et kommercielt selskab.